# Кіркленд
Кіркленд (англ. Kirkland) — місто (англ. city) в США, в окрузі Кінг штату Вашингтон. Населення — 92 175 осіб (2020).
У центрі міста на набережній є ресторани, художні галереї, Центр виконавських видів мистецтва, громадські парки, пляжі, і колекція народного мистецтва, у першу чергу бронзових скульптур.
Кіркленд є колишньою домівкою Сієтл Сігокс; головний офіс і навчальний центр команди НФЛ були розташовані в Північно-Західному університеті до 2008. Склад мережі Costco мав головний офіс в Кіркленді (нині в Айссекуа); місто є тезкою названого на честь нього бренду "Kirkland Signature". Також Google має тут свій офіс розробки.

## Географія
Кіркленд розташований за координатами 47°41′5″ пн. ш. 122°11′29″ зх. д. / 47.68472° пн. ш. 122.19139° зх. д. (47.684664, -122.191466).  За даними Бюро перепису населення США в 2010 році місто мало площу 28,80 км², з яких 27,94 км² — суходіл та 0,86 км² — водойми. В 2017 році площа становила 53,38 км², з яких 46,12 км² — суходіл та 7,26 км² — водойми.

### Клімат
| Клімат : Кіркленд       | Клімат : Кіркленд | Клімат : Кіркленд | Клімат : Кіркленд | Клімат : Кіркленд | Клімат : Кіркленд | Клімат : Кіркленд | Клімат : Кіркленд | Клімат : Кіркленд | Клімат : Кіркленд | Клімат : Кіркленд | Клімат : Кіркленд | Клімат : Кіркленд | Клімат : Кіркленд |
| Показник                | Січ.              | Лют.              | Бер.              | Квіт.             | Трав.             | Черв.             | Лип.              | Серп.             | Вер.              | Жовт.             | Лист.             | Груд.             | Рік               |
| Абсолютний максимум, °C | 18,9              | 21,1              | 26,1              | 32,2              | 34,4              | 36,7              | 39,4              | 38,3              | 37,8              | 31,7              | 23,3              | 17,8              | 39,4              |
| Середній максимум, °C   | 6,1               | 8,3               | 12,2              | 15,0              | 17,8              | 21,1              | 25,0              | 25,6              | 21,7              | 16,1              | 11,1              | 7,2               | 15,6              |
| Середня температура, °C | 3,3               | 5,0               | 8,3               | 10,0              | 12,8              | 16,1              | 18,9              | 19,4              | 16,7              | 11,7              | 7,8               | 3,3               | 11,1              |
| Середній мінімум, °C    | 0,6               | 2,2               | 3,9               | 5,6               | 8,3               | 11,7              | 13,3              | 13,9              | 11,1              | 7,8               | 4,4               | 1,1               | 7,0               |
| Абсолютний мінімум, °C  | −20,6             | −19,4             | −11,7             | −2,2              | −1,7              | 2,8               | 5,0               | 6,1               | 1,1               | −2,8              | −15               | −17,8             | −20,6             |
| Норма опадів, мм        | 122               | 87                | 89                | 70                | 55                | 41                | 20                | 25                | 39                | 87                | 148               | 138               | 921               |
| ----------------------- | ----------------- | ----------------- | ----------------- | ----------------- | ----------------- | ----------------- | ----------------- | ----------------- | ----------------- | ----------------- | ----------------- | ----------------- | ----------------- |
| Джерело:                |                   |                   |                   |                   |                   |                   |                   |                   |                   |                   |                   |                   |                   |

## Демографія
Згідно з переписом 2010 року, у місті мешкало 48 787 осіб у 22 445 домогосподарствах у складі 12 014 родин. Густота населення становила 1694 особи/км².  Було 24345 помешкань (845/км²).
Расовий склад населення:
| - 79,3 % — білих - 11,3 % — азіатів - 1,8 % — чорних або афроамериканців - 0,4 % — корінних американців - 0,3 % — вихідців з тихоокеанських островів - 2,5 % — осіб інших рас |

До двох чи більше рас належало 4,5 %. Частка іспаномовних становила 6,3 % від усіх жителів.
За віковим діапазоном населення розподілялося таким чином: 18,8 % — особи молодші 18 років, 70,3 % — особи у віці 18—64 років, 10,9 % — особи у віці 65 років та старші. Медіана віку мешканця становила 37,5 року. На 100 осіб жіночої статі у місті припадало 94,8 чоловіків;  на 100 жінок у віці від 18 років та старших — 92,9 чоловіків також старших 18 років.
Середній дохід на одне домашнє господарство  становив 118 927 доларів США (медіана — 92 127), а середній дохід на одну сім'ю — 143 375 доларів (медіана — 112 374). Медіана доходів становила 87 206 доларів для чоловіків та 59 149 доларів для жінок. За межею бідності перебувало 6,3 % осіб, у тому числі 5,2 % дітей у віці до 18 років та 5,9 % осіб у віці 65 років та старших.
Цивільне працевлаштоване населення становило 46 407 осіб. Основні галузі зайнятості: науковці, спеціалісти, менеджери — 23,0 %, освіта, охорона здоров'я та соціальна допомога — 17,8 %, виробництво — 10,8 %, роздрібна торгівля — 10,2 %.

## Галерея

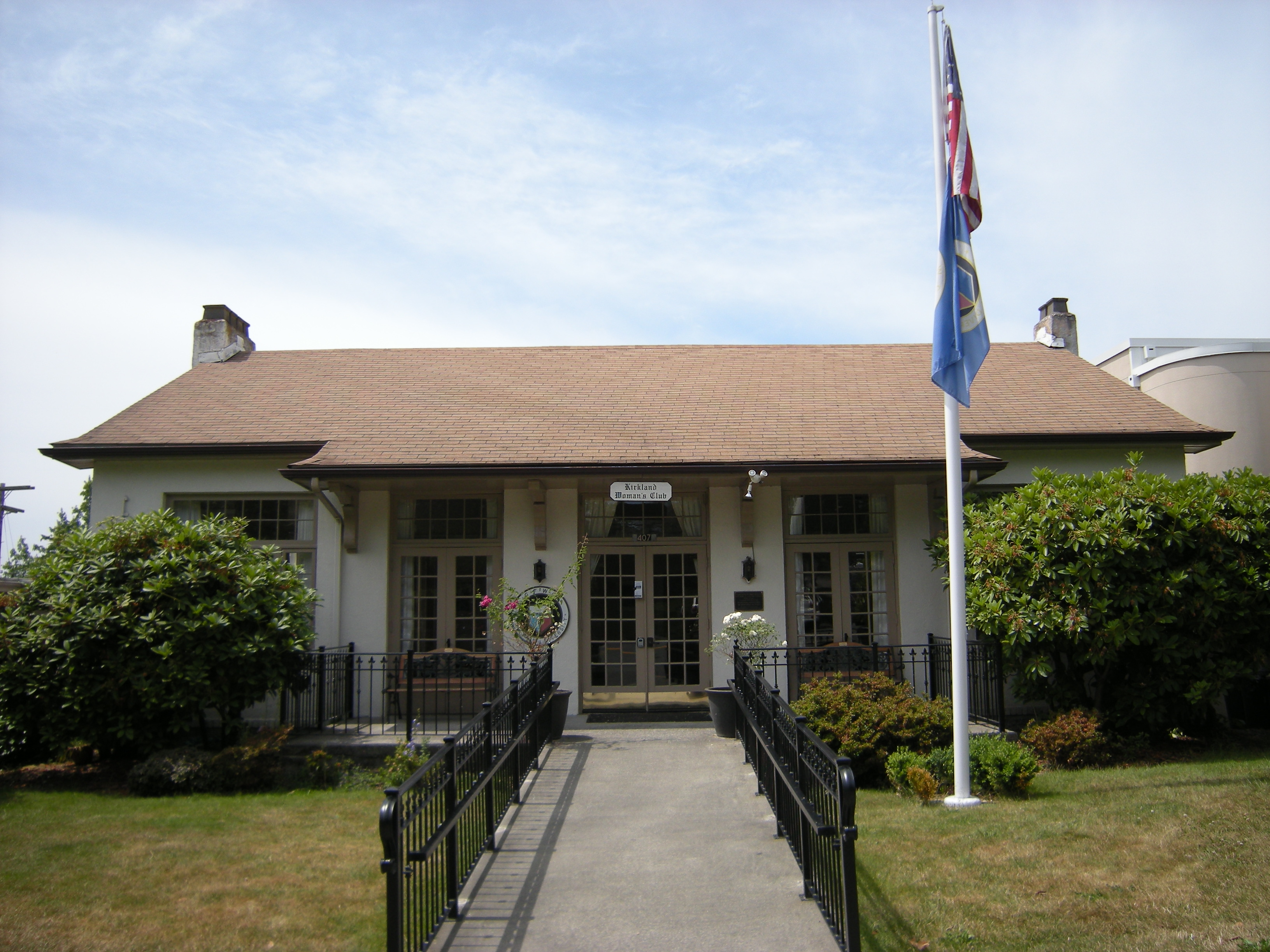
Будинок Жіночого клубу. 2009 рік
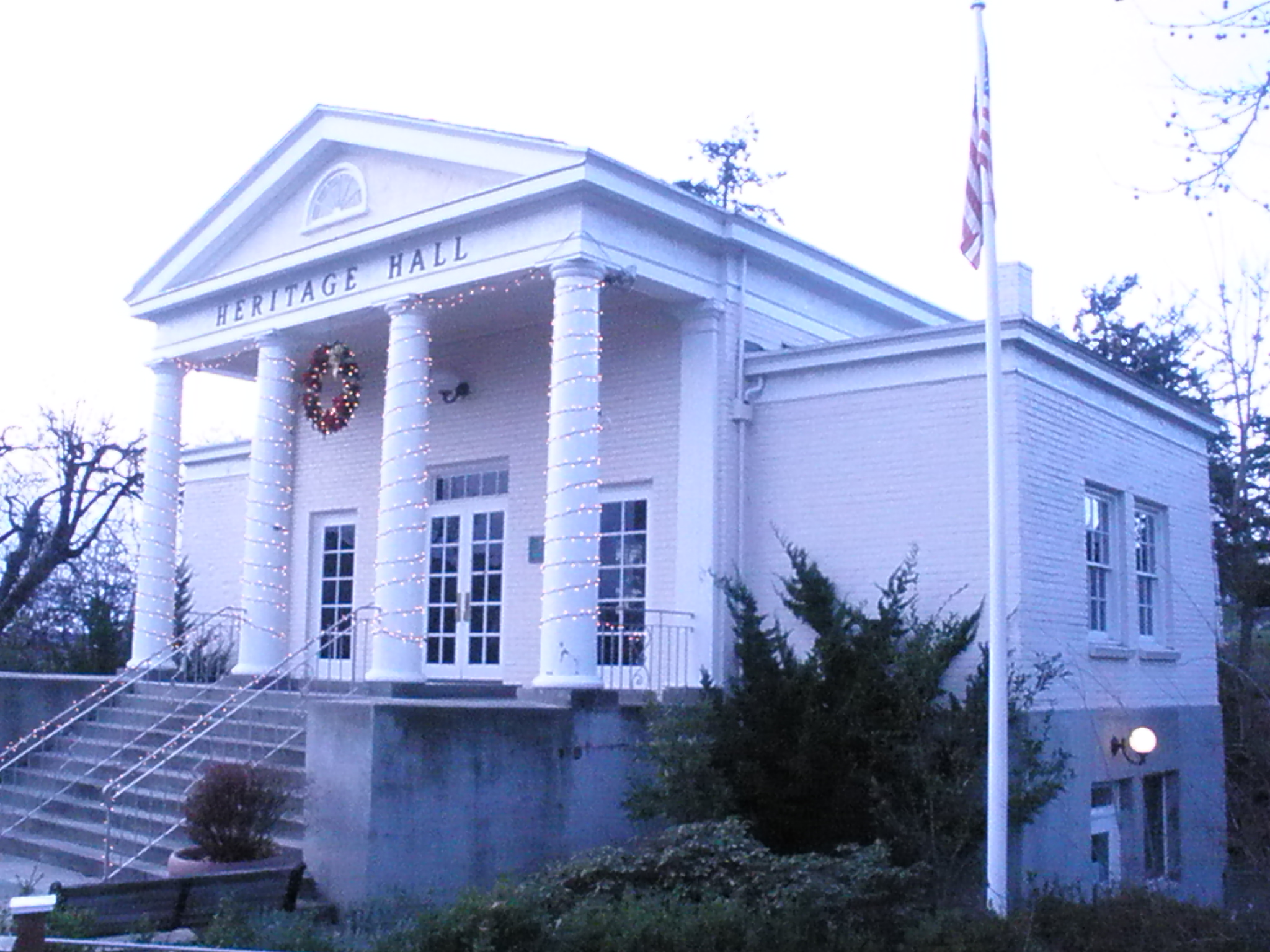
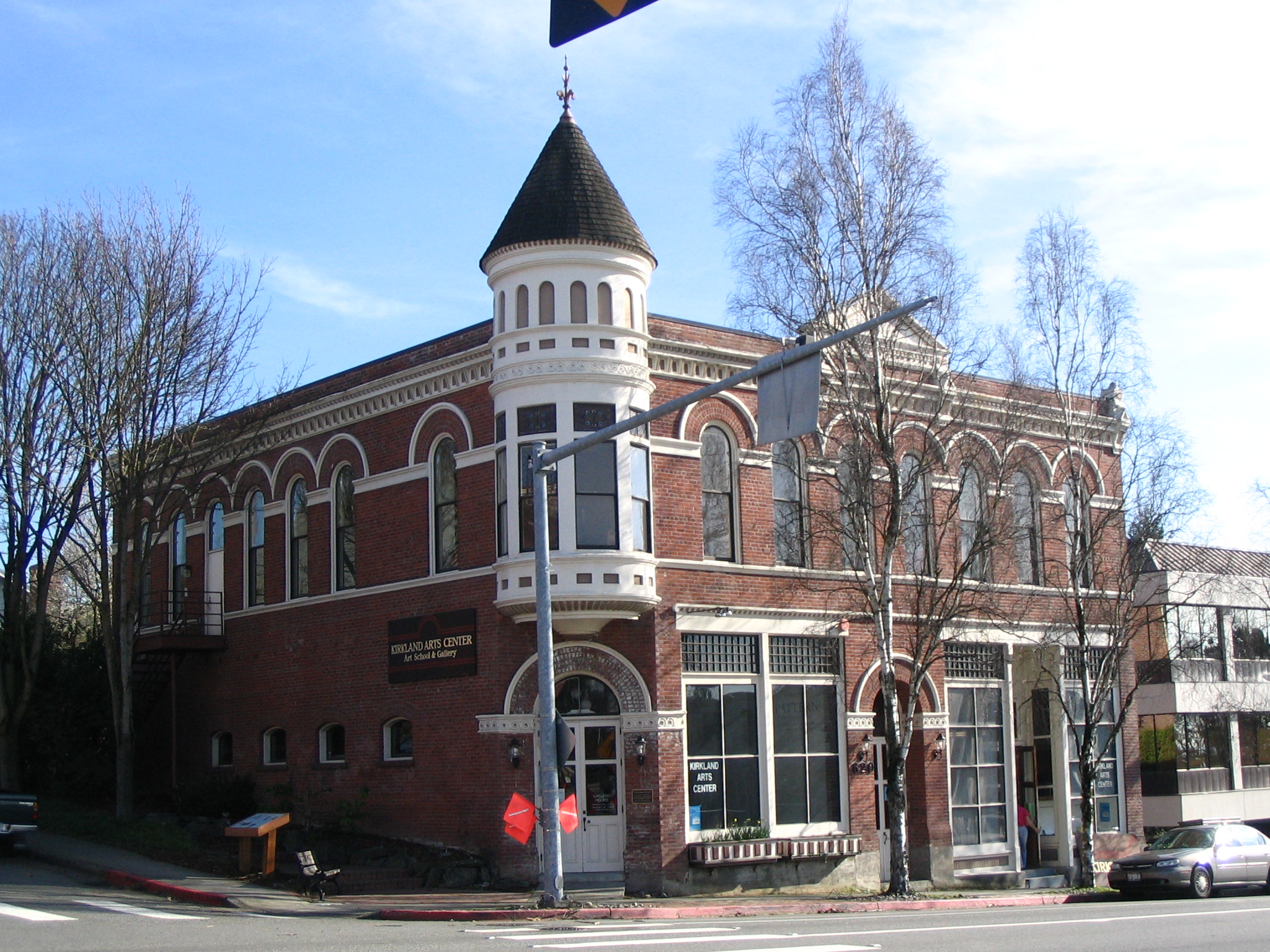